# Arabinos
Arabinos är en aldopentos – en monosackarid – som innehåller fem kolatomer och en aldehyd(CHO)funktionell grupp. Av biosyntetiska skäl är de flesta sackarider nästan alltid rikligare i naturen som "D"-formen, eller strukturellt analog med D-glyceraldehyd. (D/L-nomenklaturen hänvisar inte till molekylens optiska rotationsegenskaper utan till dess strukturella analogi med glyceraldehyd.) L-arabinos är emellertid i själva verket vanligare än D-arabinos i naturen och finns i naturen som en komponent i biopolymerer såsom pektin och hemicellulosan xylan.
L-arabinosoperonen, även känd som araBAD operon, har varit föremål för mycket biomolekylär forskning. Operonen styr arabinoskatabolismen i E. coli, och den aktiveras dynamiskt i närvaro av arabinos och frånvaron av glukos.
En klassisk metod för den organiska syntesen av arabinos från glukos är Wohl-nedbrytningen.
| D-Arabinos         | D-Arabinos         |
| ------------------ | ------------------ |
| α-D-Arabinofuranos | β-D-Arabinofuranos |
| α-D-Arabinopyranos | β-D-Arabinopyranos |

## Etymologi
Arabinos har fått sitt namn från gummi arabicum, från vilket det först isolerades.

## Användning i livsmedel
Arabinos, som ursprungligen kommersialiserades som sötningsmedel, är en hämmare av sukras, enzymet som bryter ner sackaros till glukos och fruktos i tunntarmen.